# Séminaire patriarcal de Rachol
Le Séminaire patriarcal de Rachol est une importante institution de formation sacerdotale à Rachol, près de Margao, à Goa, en Inde. Fondé comme au début du XVIIe siècle par les Jésuites pour la formation du clergé dans l’empire colonial portugais il passe entre les mains du clergé diocésain en 1835. En 2015 quelque 80 séminaristes, principalement de l’archidiocèse de Goa, s’y préparent au sacerdoce.

## Histoire
Le bâtiment est construit en quatre ans. La pierre de fondation est posée le 1er novembre 1606 et ce qui était le collège jésuite de Margao déménage à Rachol et y ouvre ses portes en 1610. Son église est dédiée à saint Ignace de Loyola. 
Bientôt une imprimerie y est installée - la quatrième en Asie (et troisième à Goa) - où sont imprimées les premières publications en langue Konkani. Le tout premier livre à sortir de ses presses est le Christa Puran de Thomas Stephens (1616). D’autres publications de Stephens suivent. La ‘'doctrine chrétienne’' en Konkani (1622) et une '‘grammaire konkanie’', en 1640.

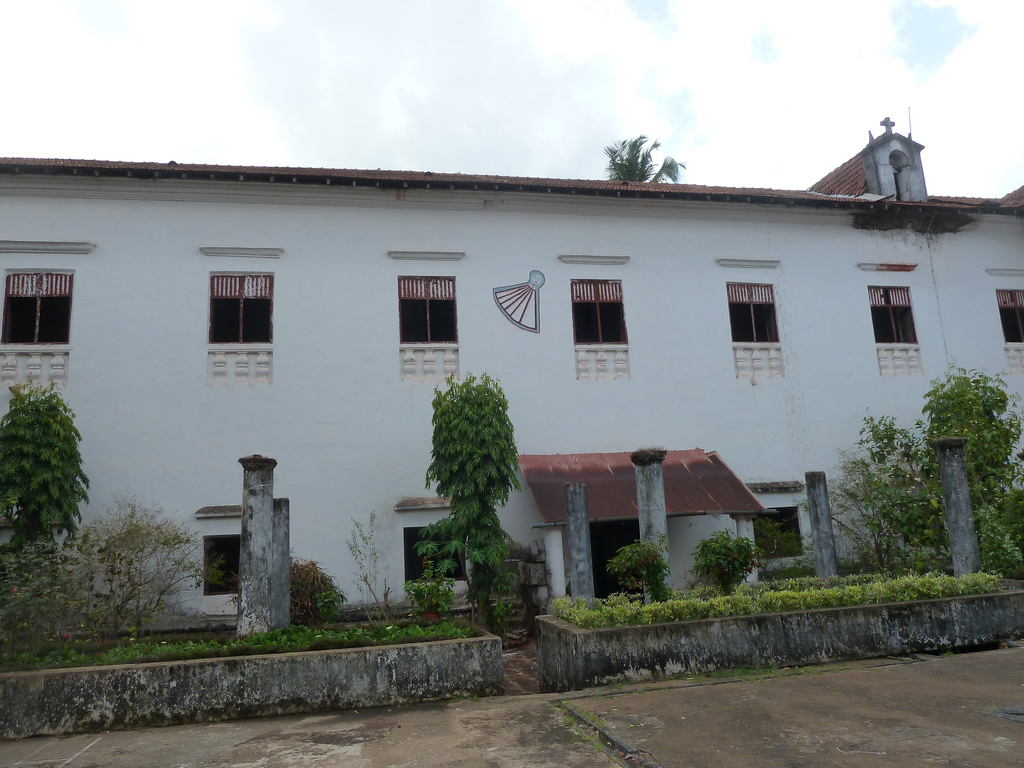
Le cloître, avec son horloge solaire

Lorsque les Jésuites sont expulsés du Portugal et de ses colonies, en 1759, le collège jésuite est transformé en Séminaire diocésain placé sous la protection du Bon Pasteur par l’archevêque Neiva Brun (4 janvier 1762) et confié à d’autres religieux : successivement les Dominicains, Oratoriens, Lazaristes. 
En 1835, tous les religieux sont expulsés de l’Inde portugaise, en mesure de représailles à la décision du pape Grégoire XVI d’ériger des vicariats apostoliques en Inde (anglaise) en ignorant les prérogatives du Padroado portugais. Le séminaire est alors confié au clergé diocésain.
En 1890 et 1897 l’édifice est augmenté d’une aile supplémentaire par le patriarche Vicente, avec quarante chambres individuelles, une bibliothèque et un dortoir pour les plus jeunes.

## Source
- Carlos M. de Melo, The Recruitment and formation of the Native Clergy in India, 16th to 19th century: An historico-canonical study, Lisbon, Agencia Geral do Ultramar, 1955.

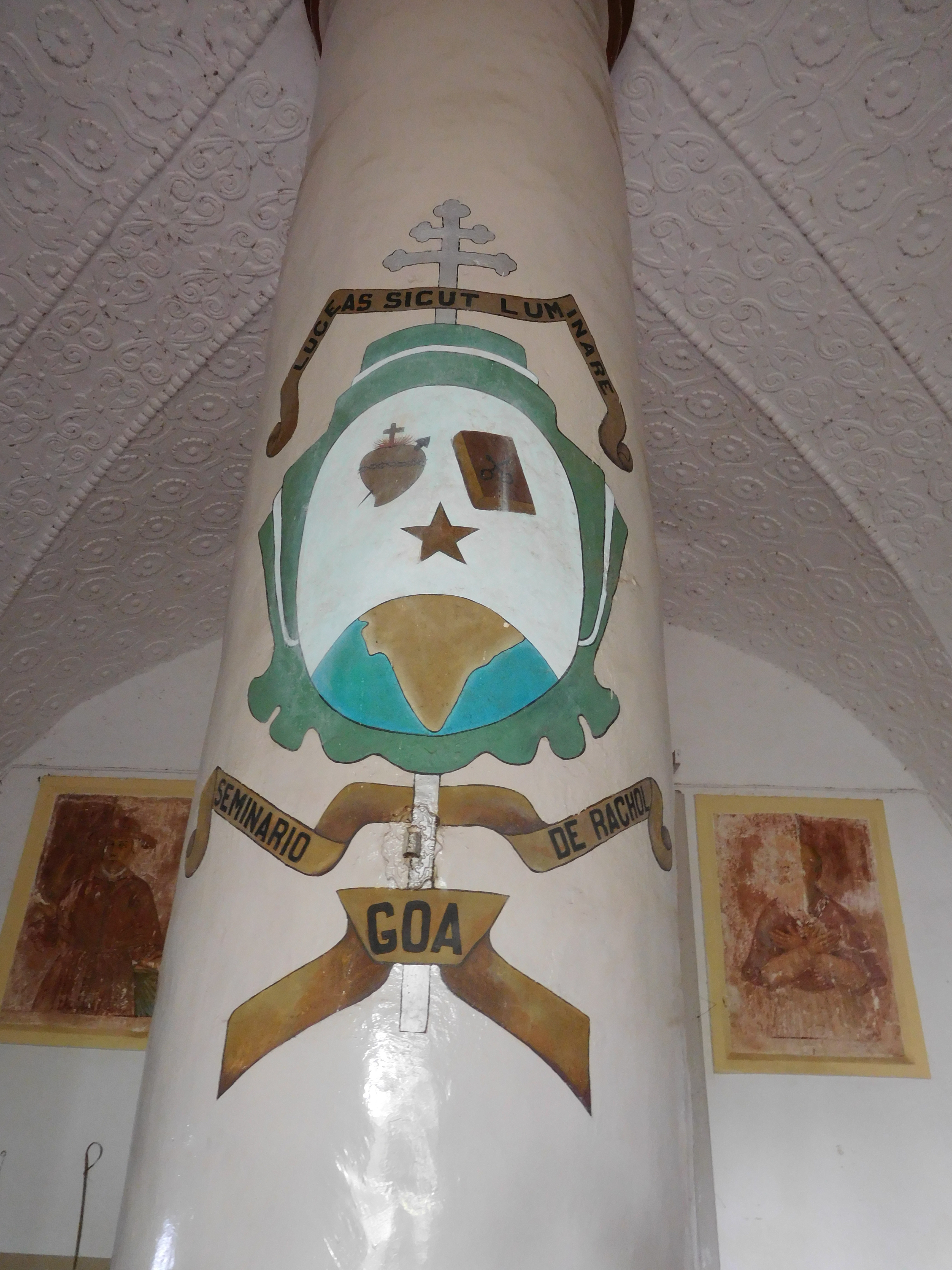
L'écusson du séminaire sur un des piliers de l'entrée